# Башар, Энес
Энес Башар (тур. Enes Başar; 30 апреля 1993, Шишли, Стамбул, Турция) — турецкий борец греко-римского стиля, призёр чемпионата мира и чемпионата Европы.

## Спортивная карьера
Борьбой занимается с 2005 года. В 2008 году стал бронзовым призёром чемпионата Европы среди кадетов в латвийском Даугавпилсе, а в следующим году в сербском Зренянине стал победителем. В 2012 году в тайском городе Паттайя стал бронзовым призёром чемпионата мира среди юниоров. В 2014 году в составе сборной Турции занял 5 место на Кубке мира в Тегеране. В 2015 и 2016 году становился бронзовым призёром чемпионата Европы среди молодёжи U23 в Польше и в Болгарии соответственно. В мае 2016 года стал бронзовым призёром Кубка мира в команде в иранском Ширазе. В 2017 году на Кубке мира стал четвертым. В мае 2018 года стал бронзовым призёром чемпионата Европы в Каспийске, обыграв в схватке за 3 место датчанина Фредрика Бьеррехууса. В 2019 году принимал участие на Военных играх в Ухане, где занял 9 место. В апреле 2024 года на Европейском квалификационном турнире в Баку ему удалось завоевать лицензию для своей страны на летние Олимпийские игры 2024 в весовой категории до 60 кг.

## Спортивные результаты
- Чемпионат Европы по борьбе среди кадетов 2008 — ;
- Чемпионат Европы по борьбе среди кадетов 2009 — ;
- Чемпионат мира по борьбе среди юниоров 2012 — ;
- Кубок мира по борьбе 2014 — 5;
- Чемпионат Европы по борьбе U23 2015 — ;
- Чемпионат Европы по борьбе U23 2016 — ;
- Кубок мира по борьбе 2016 (команда) — ;
- Чемпионат мира среди студентов 2016 — ;
- Кубок мира по борьбе 2017 — 4;
- Чемпионат Европы по борьбе 2018 — ;
- Европейские игры 2019 — 8;
- Летние Всемирные военные игры 2019 — 9
- Чемпионат Европы по борьбе 2020 — 8;
- Чемпионат мира по борьбе 2023 — ;